# Веска (Ивановская область)
Веска — село в Ильинском районе Ивановской области России. Входит в состав Аньковского сельского поселения.

## География
Село расположено в 6 км на юг от центра поселения села Аньково и в 18 км на юго-восток от райцентра рабочего посёлка Ильинское-Хованское.

## История
В старинные времена село являлось вотчиной Суздальского Спасо-Евфимиевского монастыря и в его владении оставалось до 1764 года. В 1794 году на средства прихожан вместо бывшей деревянной церкви построена холодная каменная церковь. В ней было три престола: главный — в честь Знамения Пресвятой Богородицы. Теплая церковь с колокольней и оградой построена в 1800 году также на средства прихожан. В ней два престола: в честь Покрова Пресвятой Богородицы и во имя святого великомученика Георгия. В 1893 году приход состоял из села и деревень: Прохоньево, Радино, Пустошь, Пушенино, Тиновка, Волосачево, Санчарово и Варгасово. Дворов в приходе 250, мужчин — 857, женщин — 939. В селе существовала земская народная школа.
В конце XIX — начале XX века село входило в состав Аньковской волости Юрьевского уезда Владимирской губернии.
С 1929 года село входило в состав Радинского сельсовета Тейковского района, с 1935 года — в составе Ильинского района, в 1946—1960 годах в составе Аньковского района, с 1974 года село являлось центром Вескинского сельсовета, с 1979 года — в составе Аньковского сельсовета, с 2005 года — в составе Аньковского сельского поселения.

## Население
| 1859 | 1905 | 2010 |
| ---- | ---- | ---- |
| 341  | ↗415 | ↘80  |

## Достопримечательности
В селе находятся недействующие Церковь иконы Божией Матери «Знамение» (1794) и Церковь Покрова Пресвятой Богородицы (1800)